# Cotton 2: Magical Night Dreams
Cotton 2: Magical Night Dreams (コットン2: マジカルナイトドリームス, Kotton 2: Majikaru Naito Dorīmusu) est un jeu vidéo d'arcade de type shoot 'em up développé par Success et édité par Tecmo. Il s'agit du quatrième jeu de la série Cotton, d'abord publié sur borne d'arcade via le système ST-V en octobre 1997 puis converti sur Sega Saturn le 4 décembre 1997, uniquement au Japon.

## Système de jeu
Cotton 2 est la suite directe de Cotton: Fantastic Night Dreams, le jeu reprend les mêmes mécanismes de gameplay. Le joueur contrôle Cotton, une petite sorcière qui se déplace à l'aide d'un balai volant, elle est accompagnée d'une fée nommée Silk,. Cotton 2 offre également la possibilité de jouer à deux joueurs simultanément,. Un nouveau personnage du nom de Appli, est également jouable dans le mode deux joueurs, elle est accompagnée du personnage de soutien Needle, un chapeau qui parle. Chacun possède ses propres particularités concernant les types de tir et les pouvoirs magiques,. Les commandes du jeu se composent de trois boutons : A, B et C. Le bouton A est utilisé de deux façons, une pour le tir principal en appuyant simplement sur le bouton A, et l'autre pour augmenter sa vitesse de déplacement, en maintenant le bouton A.
De la même manière, en appuyant sur le bouton B, le personnage attrape les sceaux magiques et les ennemis normaux à l'écran. Cotton 2 propose une nouveauté en maintenant le bouton B, le personnage peut projeter un ennemi sur les autres s'il l'a attrapé juste avant,,. 
| Vent (tornade) | Feu (dragon) | Glace (tempête) |

Le bouton C, est la dernière commande, elle est utilisée pour lancer un sort magique selon le cristal élémentaire équipé. Les cristaux peuvent être cumulés jusqu'à 3 et sont représentés au bas de l'écran par des couleurs : le bleu pour le tir de glace, le rouge pour le tir de feu,.
Deux autres éléments font également partie du gameplay : le cristal vert sert pour les tirs qui sont imprégnés avec l'élément du vent, et le cristal jaune, sert pour augmenter l'XP. L'expérience sert à améliorer la puissance de feu et peut aller jusqu'au niveau 5.
En plus des commandes de base, Cotton 2: Magical Night Dreams dispose de techniques spéciales, qui sont plus puissantes que des tirs normaux. Les techniques varient selon la situation. En combinant la flèche directionnelle gauche, droite et la touche A, le personnage exécute une attaque tornade,. En combinant la flèche directionnelle droite, gauche puis le bouton A, le personnage exécute un tir qui s'éparpille sur trois directions devant lui,.
Les options du jeu permettent au joueur de régler la difficulté, il peut également changer le nombre de vies ou encore régler la résistance du personnage. Cotton 2: Magical Night Dreams se compose de six niveaux dont les environnements varient et se déroulent en mer, dans une grotte ou encore dans les airs avec les ruines d'un château qui flottent en arrière-plan. Chaque niveau comprend un mini boss et un boss pour conclure le niveau. La version Sega Saturn du jeu propose des voix digitalisées si elle est accompagnée d'une cartouche RAM de la console.

## Cotton Boomerang
Une édition arcade remixée, intitulée Cotton Boomerang: Magical Night Dreams, est sortie dans les salles d'arcade au Japon par Tecmo en septembre 1998, le jeu utilise la même carte d'arcade que Cotton 2, le ST-V. Cotton Boomerang ajoute quatre personnages jouables supplémentaires, pour un total de huit personnages. Cependant, aucun nouveau personnage n'est présenté, le jeu propose trois variantes différentes de Cotton et Appli. Les variantes de ces deux personnages correspondent a une magie élémentaire (feu, vent et glace) et sont différenciées via une palette de couleur pour chaque élément. Silk et Needle sont les deux autres personnages jouables, tous les personnages possèdent leur propre caractéristique, l'équilibrage des personnages se distingue par la puissance de tir et la rapidité. Needle est le personnage qui possède la plus grosse puissance de tir, mais il est en contrepartie le personnage le moins rapide.
Le jeu ajoute un système d'équipe, qui fait disparaître la barre de vie du personnage, le joueur doit choisir trois personnages avant de débuter l'aventure,. Si le personnage est touché, il est directement remplacé par le second personnage de l'équipe. Si les trois personnages sont touchés, la partie est terminée et le jeu propose un continue. Le joueur a la possibilité de changer de personnage via une touche, cette fonction est toutefois limitée. Il peut récupérer un bonus dans un niveau, affiché à l'écran via le texte « Change », lui permettant de changer une nouvelle fois de personnage. Les mises en scène et les visuels du jeu ont également été modifiés. Le titre est porté sur Sega Saturn au Japon le 8 octobre 1998, la version Saturn est toujours développée et éditée par Success, elle comprend une galerie d'art et de nouvelles options de contrôle afin de rendre le jeu plus accessible.